# Гаврил Ганчов
Гавраил Хаджитодоров Ганчов е участник в Априлското въстание от 1876 г. в село Копривщица. Роден е в семейството на хаджи Тодор Ганчов и Мария Хаджинейкова. По професия е производител на кашкавал.
Гаврил Ганчов знаел за съществуването и намеренията на Революционния комитет в селото, но не взима пряко участие в делата му поради честото си отсъствие. В деня на провъзгласяването на въстанието, 20 април 1876 г., се определя като привърженик на бунта. Въстаническият съвет го назначава на длъжността началник на всички чети, действащи в Копривщенския въстанически район и чрез него предава всичките си разпореждания по охраната на Копривщица.
Като организатор на дейността по охрана на Копривщица участва в изпращането на подкрепления и за околните села и населени пунктове. Така четата на Вельо Сиреков подсилва бойците на Тодор Каблешков на 21 април при похода им до селата Старо Ново село и Паничери, чието население било доведено в Копривщица. Четите на даскал Найден Попстоянов и Стоян Нейчов заедно с пристигналите от Панагюрище били отправени на помощ на въстанието в село Стрелча в операцията между 22 и 24 април. Там се води значителна по мащаб престрелка с укрилите се в джамията турци. След неуспеха на бунта в това село българското му население е прието в Копривщица заедно с част от движимото му имущество и покъщнина (домакински съдове, завивки и.т.н.). В тези битки падат убити въстаниците Павел Фурнаджиев и Васьо Мангъров, а Вельо Мирчов попада в плен. Гаврил Ганчов изпраща четата на Вельо Сиреков в Панагюрище на помощ срещу башибозука, а четите на Вельо Бояджиев и Кунчо Куйлеков – в село Клисура. Тук те се сражават в местността „Зли дол“ заедно с хората на Никола Караджов срещу ордите башибозук на карловския Тосун бей.
С потушаването на въстанието в Копривщица и навлизането в нея на войските, предвождани от Хафъз паша на 2 май 1876 г., Гаврил Ганчов по обвинение, че насила е принуждавал местните селяни да се зачислят и да взимат участие в бунта, е арестуван и конвоиран до Пловдивския затвор, а имуществото му е разграбено от турците. След деветдесет и пет дневен престой и разследване там е освободен след застъпничеството, под попечителството и благодарение на подкупа, даден на следствените власти, е предаден на Европейска консулска комисия.